# さいたま市立春岡小学校
さいたま市立春岡小学校（さいたましりつ はるおかしょうがっこう）は、埼玉県さいたま市見沼区にある公立小学校。

## 沿革
- 1889年（明治22年）4月26日 - 深作村宝積寺の一部を使用し創立。清和尋常小学校と称す。
- 1893年（明治26年）4月26日 - 春岡尋常小学校と改称
- 1902年（明治35年）10月15日 - 校舎を現在地に新築移転
- 1903年（明治36年）4月25日 - 高等部を併置し春岡尋常高等小学校と改称
- 1955年（昭和30年）1月1日 - 大宮市が春岡村と編入合併し大宮市立春岡小学校と改称
- 2001年（平成13年）5月1日 - 大宮市、浦和市、与野市の合併に伴い現校名になる。